# Bolesław Wysocki
Bolesław Antoni Wysocki (ur. 10 czerwca 1912 w Chrzanowie, zm. 14 lipca 2003) – polski psycholog, profesor w Newton College of the Sacred Heart w Newton, Massachusetts.

## Życiorys
Ukończył gimnazjum w Tarnowskich Górach, a następnie wyjechał do Krakowa, gdzie studiował prawo i filozofię na Uniwersytecie Jagiellońskim. 19 sierpnia 1939 został zmobilizowany i w stopniu podporucznika walczył podczas kampanii wrześniowej, był dowódcą plutonu stacjonującego na placówce "Bóbrka", należącego do dowodzonej przez gen. Kazimierza Łukoskiego Grupy Operacyjnej „Jasło”. Po upadku kampanii przedostał się na Węgry, a następnie przez Jugosławię i Włochy do Francji, gdzie dotarł wiosną 1940. Powierzono mu wówczas dowództwo plutonu, ale nie wyznaczono celów, w związku z czym do upadku Francji nie uczestniczył w działaniach zbrojnych. Po wkroczeniu wojsk hitlerowskich 21 czerwca 1940 przekroczył granicę francusko-hiszpańską, gdzie wkrótce został aresztowany i uwięziony we frankistowskim obozie koncentracyjnym w Miranda de Ebro, gdzie przebywał do 20 marca 1943. Po wyjściu na wolność i przedostaniu się do Wielkiej Brytanii pełnił służbę w kompanii dozorowania przeciwlotniczego w Auchtermochty, w Szkocji, która była podporządkowana komendantowi Centrum Wyszkolenia Łączności. 31 grudnia 1944, po ukończeniu kursu psychometrii wojskowej na Uniwersytecie Edynburskim, został przeniesiony do Wojskowego Instytutu Psychodemograficznego w Londynie na stanowisko kierownika referatu personelu oficerskiego oraz awansowany na porucznika. 2 stycznia 1948 został przydzielony jako oficer oświatowy do Kwatery Głównej Polskiego Korpusu Przysposobienia i Rozmieszczenia. 7 kwietnia tego roku powierzono mu stanowisko kierownika oświaty dla Polaków przebywających w obozach (ang. Hostels).
Po uzyskaniu magisterium kontynuował naukę na Uniwersytecie Londyńskim, gdzie obronił doktorat. Z powodu braku możliwości podjęcia pracy zawodowej w 1952 wyjechał do Stanów Zjednoczonych, początkowo pracował fizycznie w fabryce telewizorów, ale już w drugiej połowie roku został wykładowcą psychologii na Uniwersytecie w Wisconsin. W 1955 został przyjęty na stanowisko profesora zwyczajnego w dziedzinie psychologii na Uniwersytecie Harvarda w Cambridge (Massachusetts), owocem jego pracy naukowej są liczne publikacje na łamach wydawnictw fachowych, współpracował z Komisją Historyczno-Filozoficzną Polskiego Towarzystwa Naukowego na Obczyźnie. Jest autorem wielu felietonów dotyczących II wojny światowej, a szczególnie wspomnień z pobytu w hiszpańskim obozie Miranda de Ebro. 
8 kwietnia 1977 został odznaczony przez Radę Państwa PRL Złotą Odznaką Orderu Zasługi za działalność społeczną i kulturalno-oświatową wśród polskich żołnierzy w obozie koncentracyjnym Miranda de Ebro.

## Twórczość
- Wspomnienia z pobytu w obozie Miranda w latach 1940–1943. „Wojskowy Przegląd Historyczny”. 3 (70), s. 185-224, 1974. Warszawa: Wojskowy Instytut Historyczny.
- Wojskowy Instytut Psychodemograficzny. „Wojskowy Przegląd Historyczny”. 1 (79), s. 335-228, 1977. Warszawa: Wojskowy Instytut Historyczny.
- Służba psychologiczna w Polskich Siłach Zbrojnych na Zachodzie. „Wojskowy Przegląd Historyczny”. 3 (97), s. 86-105, 1981. Warszawa: Wojskowy Instytut Historyczny.